# Bodosa batesi
Bodosa batesi är en fjärilsart som beskrevs av Felder 1869. Bodosa batesi ingår i släktet Bodosa och familjen björnspinnare. Inga underarter finns listade i Catalogue of Life.